# Cuclotogaster synoicus
Cuclotogaster synoicus är en insektsart som först beskrevs av Clay 1938.  Cuclotogaster synoicus ingår i släktet Cuclotogaster och familjen fjäderlöss. Inga underarter finns listade i Catalogue of Life.